# Иницијатива отвореног кода
Иницијатива отвореног кода (енгл. Open Source Initiative, (OSI)) је организација која је посвећена промовисању софтвера отвореног кода.
Организација је основана у фебруару 1998. године од стране Бруса Перенса и Ерика С. Рејмонда, део ове групе је инспирисала Комуникациона корпорација Нетскејпа која је објавила изворни код за свој Нетскејп комуникатор.
Рејмонд је био председник још од њеног оснивања па све до фебруара 2005. године, након њега, веома кратко, Рус Нелсон и на крају Мајкл Тајман. У мају 2012. године, нови одбор је изабрао Симона Фипса за председника и у мају 2015. Алисон Рандал је изабран за председника  када се Фипс повукао због краја његовог мандата у 2016. години.

## Историја
Изворни код као кампања те врсте, је лансирана 1998. године од стране Џона Хола, Ларија Августина, Ерика С. Рејмонда, Бруса Перенса, и других.
Група је прихватила дефиницију отвореног кода за софтвере отвореног кода, заснову на Дебијановим уптствима за слободне софтвере. Они су такође поставили иницијативу отвреног кода (ОСИ) као управничку организацију. Међутим, били су безуспешни у свом покушају да сачувају заштитни знак отвореног извора. 2008. године, у очигледном покушају да реформишу управу организације, ОСИ Борд је позвао 50 индивидуалаца да се прикључи групи Повеља чланова; до 26. јула 2008. године, 42 првобитно позваних су прихватили позив. Комплетно чланство Повеље чланова никада није објављено у јавности, и та група је комуницирала преко затвореног-мејл диписивања, преко приватних архива. Јавне информације су наговештавале да су у групи били Бредли М. Кун, Карл Фогел, Џим Бленди, Чаминдра да Силва, Лоренс Розен и Дејвид Ашер. Некадашњи члан ОСИ-ја Денис Купер је била организатор оси-дискусије. Кун је касније сазнао да је Повеља чланова била само пробна организације, али ништа није предузео поводом тога.
Године 2009, ОСИ је привремено суспендована као Калифорнијска корпорација, звог грешака у папирологији из ранијих година. Њен тренутни статус је 'Активан'.
Године 2012, под командом директора ОСИ-ја и некадашњег председника Симона Фипса, ОСИ је почео да прераста у управљачку структуру засновану на чланству. ОСИ је покренуо програм 'призната од стране владе, не-профитабилна индустријска асоцијација и академска институција широм света'. Накнадно, ОСИ је објавио програм за индивидуално чланство и навео велики број спонзора.
Дана 8. новембра 2013 године, ОСИ је поставио Патрика Месона као главног менаџера.

## Однос са покретом слбодног софтвера
И модерни покрет слободног софтвера (покренут од стране Ричарда Столмана раних 1980-их) и иницијатива отвореног кода су настали из заједничке историје Јуникса, интренет слободног софтвера, и хакерске културе, али њихови главни циљеви се разликују у филозофији. Иницијатива отвреног кода је изабрала термин 'отворен код', на основу речи њеног оснивача Мајкла Тајмана, 'одбаците моралисања и конфронтациони став који је повезан са "слободним софтвером и уместо тога промовисала идеју 'прагматичног темеља заснованог на бизнису'
Ране 1999 године, ко-оснивач ОСИ-ја Перенс успортивио се 'расколу' који се развијао између поклоника Столманове фондације за слободни софтвер (ФСФ) и ОСИ-ја због њихових различитих приступа. (Перенс се надао ће ОСИ служити као 'увод' у ФСФ приницпе за 'не-хакере) Столман је строго критиковао ОСИ због његових прагматичних фокусирања и игнорисања онога што је он сматрао главним 'еичким императивом' и фразе 'слобода' у дефиницји слободног софтвера.  Ипак, Столман је описао његов покрет слободног софтвера и иницијативу отвореног софтвера као две одвојене кампање са истим заједницама слободног софтвера и признао да и поред филозофских разлика, заговорници и једних и других 'често раде заједно на практичним пројектима"

## Чланови
Тренутни чланови иницијативе отвореног софтвера:
| - Дебора Брајант - Ричард Фонтана - Лесли Хаутрон - Патрик Месон - Мајк Милинкович - Симон Фипс | - Алисон Рандал - Бруно Соуза - Пол Таглиамонт - Тони Васерман - Стефано Зачироли |

Некадашњи чланови:
| - Л. Питер Доич - Брајан Белендорф - Гвидо ван Розум - Брус Перенс - Реј Матур - Ијан Мердок - Чип Салценберг - Тим Сеилер - Ерик С. Рејмонд - Крис ДиБона - Сањива Вираварена - Џој Ито - Мет Асеј - Кен Кор | - Ришаб Ајер Гош - Нена Нваканма - Рус Нелсон - Денис Купер - Мајк Годвин - Ендру Ц. Оливер - Мајкл Тајман - Фабио Кон - Алолита Шарма - Џим Јагилевски - Карл Фогел - Мартин Миклмаир - Харшад Гуне - Луис Виља |